# Eupagia
Eupagia là một chi bướm đêm thuộc họ Geometridae.

## Các loài
- Eupagia aropisaria
- Eupagia canilinea
- Eupagia commixtata
- Eupagia curvifascia
- Eupagia determinata
- Eupagia mosegata
- Eupagia nigerrima
- Eupagia robertsoni
- Eupagia valida